# Liste der Monuments historiques in Pouru-aux-Bois
Die Liste der Monuments historiques in Pouru-aux-Bois führt die Monuments historiques in der französischen Gemeinde Pouru-aux-Bois auf.

## Liste der Objekte
| Bezeichnung              | Beschreibung                          | Standort                       | Kennzeichnung | Schutzstatus | Datum | Bild |
| ------------------------ | ------------------------------------- | ------------------------------ | ------------- | ------------ | ----- | ---- |
| Skulptur Heilige Barbara | Holz, farbig gefasst, 16. Jahrhundert | in der Kirche St-Martin (Lage) | PM08000397    | Classé       | 1964  |      |